# 盟和産業
盟和産業株式会社（めいわさんぎょう、Meiwa Industry Co.,Ltd ）は、神奈川県厚木市に本社を置く自動車部品、産業資材品メーカーである。かつては不動産売買も行っていた。

## 事業概要
1. 合成樹脂による自動車内装品の製造販売
2. 長尺床材・OAフロアなどの建築資材類の製造販売
3. 遮水シートなどの土木資材類の製造販売

### 住宅地
住宅地の分譲では、千葉市緑区あすみが丘一丁目・千葉市緑区誉田町二丁目を取り扱っていた。

## 沿革
- 1956年（昭和31年）5月8日 - 東京都大田区に設立。本社工場（後の東京工場）設置。
- 1959年（昭和34年）5月 - 神奈川県鎌倉市に大船工場を新設。
- 1960年（昭和35年）8月 - 本店所在地を神奈川県鎌倉市に移転。
- 1967年（昭和42年）2月 - 長野県阿智村に長野工場を新設。
- 1967年（昭和42年）5月 - 群馬県太田市に群馬工場を新設。
- 1971年（昭和46年）5月 - 不動産部門が事業開始。
- 1971年（昭和46年）8月 - 東京工場を閉鎖
- 1974年（昭和49年）2月 - 本店所在地を東京都台東区に移転。
- 1977年（昭和52年）3月 - 大船工場を閉鎖。
- 1980年（昭和55年）5月 - 土木建材品の製造販売を開始。
- 1981年（昭和56年）1月 - 東京証券取引所2部に上場。
- 1981年（昭和56年）8月 - 山梨県昭和町に甲府工場を新設。
- 1985年（昭和60年）7月 - 本店所在地を神奈川県厚木市に移転。
- 2001年（平成13年）7月 - ISO14001認証取得。
- 2002年（平成14年）11月 - ISO9001認証取得。
- 2005年（平成17年）2月 - 株式会社カネカと業務・資本提携。
- 2006年（平成18年）3月 - 盟和（大連）汽車配件有限公司を子会社化。
- 2006年（平成18年）8月 - 岐阜県御嵩町に岐阜工場を新設。
- 2007年（平成19年）7月17日 - 本社が厚木市役所本庁舎近くのルリエ本厚木ビル内に移転。
- 2008年（平成20年）3月 - 群馬工場を閉鎖。
- 2009年（平成21年）7月 - 中国・広東省佛山市に盟和（佛山）汽車配件有限公司を設立。
- 2011年（平成23年）5月 - 株式会社カネカとの業務・資本提携を解消。
- 2012年（平成24年）3月 - タイ・バンコックに販売子会社MEIWA INDUSTRY (THAILAND) CO., LTD.を設立。
- 2013年（平成25年）3月 - 米国・テネシー州にMEIWA INDUSTRY NORTH AMERICA, INC.を設立。
- 2013年（平成25年）4月 - 広州駐在員事務所を閉鎖し、盟和（佛山）汽車配件有限公司広州分公司を設立。
- 2014年（平成26年）9月 - 東京証券取引所1部に指定替え。
- 2015年（平成27年）2月 - 米国・ミシガン州にMEIWA INDUSTRY NORTH AMERICA, INC.の営業所を開設。
- 2016年（平成28年）1月 - メキシコ・サン・ルイス・ポトシ州にMEIWA INDUSTRIA MÉXICO, S.A. DE C.V.を設立。
- 2018年（平成30年）5月 - 中国・武漢に盟和（佛山）汽車配件有限公司広州分公司の連絡事務所を開設。

## 事業所
- 本社・東京営業部 - 神奈川県 厚木市
- 長野工場 - 長野県下伊那郡阿智村
- 甲府工場 - 山梨県中巨摩郡昭和町
- 岐阜工場 - 岐阜県可児郡御嵩町